# جیمز مارتین (بازیکن فوتبال، زاده ۱۹۹۴)
جیمز مارتین (انگلیسی: James Martin؛ زادهٔ ۴ اکتبر ۱۹۹۴) بازیکن فوتبال اهل بریتانیا است.